# Ringo - O Cavaleiro Solitário
Ringo - O Cavaleiro Solitário (em castelhano:  Dos hombres van a morir, em italiano:  Ringo - il cavaliere solitario) é um filme hispânico-italiano de 1968 de Bang-bang à italiana dirigido por Rafael Romero Marchent.
No filme, dois pistoleiros decidem juntar forças para defender uma cidade do oeste. Com objetivos diferentes, eles acabam caindo em uma cilada e sob a acusação de assassinato buscam os verdadeiros criminosos.

## Elenco
| Ator                | Personagem                      |
| ------------------- | ------------------------------- |
| Peter Martell       | Ringo                           |
| Piero Lulli         | Daniel G. Samuelson             |
| Armando Calvo       | Bill Anderson                   |
| Paolo Herzl         | Michael, o "Kid"                |
| José Jaspe          | Zachary Hutchinson              |
| Jesús Puente        | Prefeito Gorbet                 |
| Dianik              | Lucy                            |
| Giuseppe Fortis     | Gonzalez                        |
| Antonio Pica        | Sheriff                         |
| Ángel Menéndez      | Juíz Grant                      |
| Francisco Braña     | juíz                            |
| Guillermo Méndez    | O Capanga Anderson              |
| Alfonso Rojas       | o mineiro Stockwell             |
| Luis Barboo         | o capanga Finnegan              |
| Joaquín Burgos      | Land Notary                     |
| Alfonso de la Vega  | O capanga Snake                 |
| Miguel del Castillo | rancheiro                       |
| Pedro Fenollar      | Thomas, o barman de Springfield |
| Mario Morales       | membro da posse capturada       |
| Joaquín Parra       | o brigão                        |
| Juan Antonio Peral  | Anderson Henchman               |
| José Sepúlveda      | Barman do Colorado              |
| Jesús Tordesillas   | Líder Mormon                    |

## Lançamento
A película foi lançada originalmente nos cinemas em Eastmancolor/Totalscope, pela Paris Filmes/River Filmes.
Em 2008, a Wild East Productions lançou o filme em um DVD de edição limitada, ao lado do filme The Cobra, do Eurospy, também estrelado por Peter Martell.